# Guacamelee!
Guacamelee! — компьютерная игра в жанре экшен-платформера, разработанная и изданная DrinkBox Studios. Первоначально игра была выпущена на PlayStation 3 и PlayStation Vita 9 апреля 2013 года, затем 8 августа 2013 года была портирована на Microsoft Windows, а 14 февраля 2014 года на OS X и Linux . Расширенная версия была выпущена для Wii U, Windows, PlayStation 4, Xbox One и Xbox 360 в июле 2014. Игра вдохновлена традиционной мексиканской культурой и фольклором.
21 августа 2018 вышло продолжение Guacamelee! 2.

## Игровой процесс
В Guacamelee! игрок управляет Хуаном, который пробивает свой путь через различных врагов и препятствия для того, чтобы спасти дочь Эль Президенте. Хуан может атаковать врагов с помощью обычных атак и может выполнять различные приёмы борьбы, когда они оглушены, нанося больший урон или бросая их в сторону других врагов. Побеждая врагов, игрок получает монеты, которые можно потратить в определённых местах, чтобы разблокировать новые приёмы борьбы или увеличить полоски здоровья и выносливости. В процессе игры Хуан ломает различные «Choozo статуи», что даёт ему новые способности. Способности разделяются на атакующие, такие как апперкот, удар головой, и удар в прыжке, или способности, которые увеличивают мобильность Хуана, такие как двойной прыжок, прыжок от стены, и возможность превращаться в курицу. Хуан также получает способность к перемещению между мирами живых и мертвых, необходимую для решения головоломок или для сражений с врагами, которые могут быть атакованы только в определенном мире. Игроки могут использовать эту способность, чтобы открыть ранее недоступные районы, найти секреты, или прорваться через барьеры, которые защищают врагов. Игра (исключая версию для Vita) также имеет локальный кооперативный режим, в котором второй игрок может играть персонажем Тостада. Этот режим доступен только после вводного уровня.

## Сюжет
В маленькой деревне в Мексике живёт Хуан Агуакате — скромный фермер агавы, который влюблён в дочь Эль Президенте. Когда злой скелет чарро по имени Карлос Калака нападает на деревню и похищает дочь Эль Президенте, Хуан умирает от рук Карлоса при попытке остановить его и попадает в мир мёртвых. Там таинственный лучадор по имени Тостада даёт Хуану таинственную маску, которая превращает его в могучего лучадора и переносит его обратно в мир живых. Теперь всё в руках Хуана, он должен остановить Карлоса, который собирается принести в жертву дочь Эль Президенте в ритуале, который позволит ему захватить оба мира — живых и мёртвых.

## Разработка и релиз

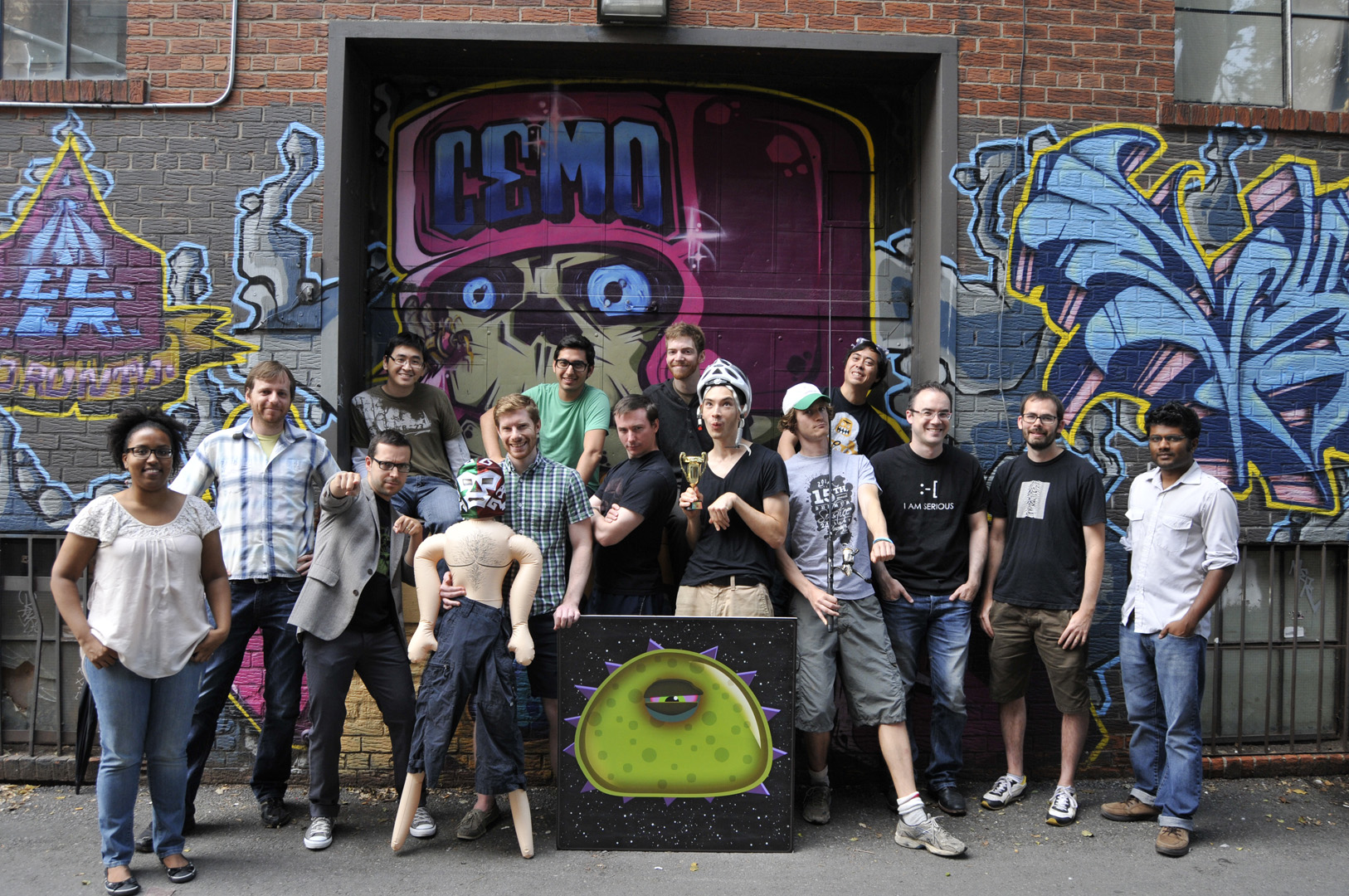
Команда разработчиков DrinkBox

Первоначально игра была выпущена для консолей PlayStation 3 и PlayStation Vita, и в апреле 2013 года, с поддержкой кросс-покупки, дополнительными миссиями и костюмами выпущены в качестве загружаемого Контента (DLC). Guacamelee!: Gold Edition, выпущенная в Steam в августе 2013 года, включает в себя ранее выпущенные DLC, а также присутствует поддержка мастерской Steam, позволяющая игрокам создавать своих собственных персонажей с помощью Adobe Flash и поделиться ими онлайн. Эта версия позже была выпущена для OS X и Linux в феврале 2014 года. Guacamelee!: Super Turbo Championship Edition, которое добавляет дополнительные уровни и боссов в дополнение к предыдущим DLC, была выпущена для консолей PlayStation 4, Xbox One, Windows, Xbox 360, и Wii U в июле 2014. игра была на PlayStation Plus бесплатно для подписчиков в мае 2015 года.

## Реакция публики и наследие
Guacamelee! была выбрана в качестве номинанта на Indiecade в августе 2012 года. Игра была также номинирована на Independent Games Festival за выдающиеся достижения в изобразительном искусстве в 2013 году. IGN дал игре оценку 9.0, ссылаясь на то, что единственной проблемой игры была её непродолжительность.
Хуан выступит в качестве играбельного персонажа камео в Hex Heroes, которая выйдет на Wii U и PC. Хуан и Тостада появляются в качестве играбельных «гостей-звезд» на Wii U в игре Runbow. Хуан также появится в Indivisible как играбельный соратник.

## Отзывы
| Сводный рейтинг    | Сводный рейтинг                                                                                         |
| Агрегатор          | Оценка                                                                                                  |
| ------------------ | --- |
| GameRankings       | (PS4) 89,79 % (XONE) 89,33 % (Wii U) 88,86 % (PC) 88,59 % (PS Vita) 86,75 % (PS3) 86,54 % (360) 85,00 % |
| Metacritic         | (Wii U) 90/100 (XONE) 88/100 (PC) 88/100 (PS4) 87/100 (PS Vita) 87/100 (PS3) 84/100                     |
| Иноязычные издания | |
| Издание            | Оценка                                                                                                  |
| IGN                | 9,0/10                                                                                                  |

В рецензии портала wiiu.pro на основе Wii U версии с оценкой 9,0 из недостатков отмечен избыток внутриигровой валюты и то, что из-за того, что персонажи говорят с мексиканским акцентом и отсутствует русская локализация, не всегда можно до конца уловить смысл сказанного.
Летом 2018 года, благодаря уязвимости в защите Steam Web API, стало известно, что точное количество пользователей сервиса Steam, которые играли в игру хотя бы один раз, составляет 538 061 человек, а в Guacamelee! Super Turbo Championship Edition — 178 892 человека.